# Времена года (Зуев)
«Времена́ го́да» — книга писателя-фенолога Дмитрия Павловича Зуева. Выпущена двумя изданиями издательством «Московский рабочий».

## Книга…
…представляет собой ценное собрание тонких фенологических заметок с множеством полезнейших естественнонаучных сведений о Подмосковье и среднерусской природе. Структурно разделённая на 12 глав, книга подробнейшим образом рассказывает о явлениях природы, об их смене и взаимосвязи.  В каждой главе, посвящённой конкретному месяцу года, читателю открываются потаённые и незамечаемые красо́ты живой природы, её секреты и нюансы.
…для горожанина-москвича эта книга — словно окно, распахнутое настежь, прямо в чащу подмосковного леса.
 — писал Леонид Леонов.
Вся информация добыта не кабинетным изучением, а многолетними наблюдениями, личным опытом, представлена доступным и живым русским языком, имеет познавательное значение. Охотник и рыболов, садовод и огородник почерпнёт для себя массу важной и полезной информации. Известный писатель-натуралист Василий Михайлович Песков в своей книге «Птицы на проводах» сказал:
Книга — редкостный сплав справочника и поэмы. Живущий среди природы прочтёт её с большой практической пользой. Для горожанина, неизбежно тоскующего о лесах, о полях, это праздник, пришедший в дом. Книга писалась всю жизнь — семьдесят лет…

## Поэзия
В книге использованы цитаты из стихов Ф. И. Тютчева, А. С. Пушкина, П. С. Комарова, И. С. Никитина, А. Н. Майкова, И. А. Бунина, А. А. Блока, Е. А. Баратынского, А. А. Фета, М. Ю. Лермонтова, В. А. Жуковского и др.